# Zakaz prowadzenia pojazdów
Zakaz prowadzenia pojazdów – środek karny orzekany wobec sprawców przestępstw lub wykroczeń skierowanych przeciwko bezpieczeństwu w komunikacji. Tymi czynami zabronionymi są: spowodowanie wypadku drogowego lub katastrofy w komunikacji albo sprowadzenie jej bezpośredniego niebezpieczeństwa, prowadzenie pojazdu w stanie nietrzeźwości lub pod wpływem środka odurzającego, pełnienie w takim stanie czynności związanych z bezpieczeństwem ruchu, dopuszczenie do ruchu pojazdu w stanie bezpośrednio zagrażającym bezpieczeństwu ruchu, niestosowanie się do polecenia zatrzymania pojazdu mechanicznego, prowadzenie pojazdu mechanicznego mimo cofnięcia uprawnień do kierowania czy złamanie zakazu prowadzenia pojazdów.
Zakazem mogą być objęte wszystkie pojazdy lub poszczególne ich rodzaje. Można go orzec także w odniesieniu do pojazdów, do których kierowania nie wymaga się dokumentu uprawniającego (np. roweru, pojazdu zaprzęgowego).
Naruszenie zakazu prowadzenia pojazdów stanowi przestępstwo z art. 244 Kodeksu karnego.

## Prawo karne
Zakaz orzeka się na okres od roku do lat 15 bądź dożywotnio. Termin liczy się od daty oddania przez sprawcę dokumentu uprawniającego do kierowania danym typem pojazdów, jeżeli jest wymagany (prawo jazdy, pozwolenie na kierowanie tramwajem itp.). Jednak zakaz obowiązuje bezwzględnie już od daty uprawomocnienia się wyroku skazującego.
1. Sąd może orzec zakaz prowadzenia pojazdów określonego rodzaju w razie skazania osoby uczestniczącej w ruchu za przestępstwo przeciwko bezpieczeństwu w komunikacji, w szczególności jeżeli z okoliczności popełnionego przestępstwa wynika, że prowadzenie pojazdu przez tę osobę zagraża bezpieczeństwu w komunikacji.
2. Sąd orzeka, na okres nie krótszy niż 3 lata, zakaz prowadzenia wszelkich pojazdów albo pojazdów określonego rodzaju, jeżeli sprawca w czasie popełnienia przestępstwa wymienionego w pkt 1 był w stanie nietrzeźwości, pod wpływem środka odurzającego lub zbiegł z miejsca zdarzenia określonego w art. 173, art. 174 lub art. 177 k.k. lub po takim zdarzeniu, a przed poddaniem go przez uprawniony organ badaniu w celu ustalenia zawartości alkoholu lub środka odurzającego w organizmie, spożywał alkohol lub zażywał środek odurzający.
3. Sąd orzeka zakaz prowadzenia wszelkich pojazdów mechanicznych dożywotnio w razie popełnienia przestępstwa określonego w art. 178a § 4 k.k. lub jeżeli sprawca w czasie popełnienia przestępstwa określonego w art. 173, którego następstwem jest śmierć innej osoby lub ciężki uszczerbek na jej zdrowiu, albo w czasie popełnienia przestępstwa określonego w art. 177 § 2 lub art. 355 § 2 był w stanie nietrzeźwości lub pod wpływem środka odurzającego lub zbiegł z miejsca zdarzenia, lub po takim zdarzeniu, a przed poddaniem go przez uprawniony organ badaniu w celu ustalenia zawartości alkoholu lub środka odurzającego w organizmie, spożywał alkohol lub zażywał środek odurzający, chyba że zachodzi wyjątkowy wypadek, uzasadniony szczególnymi okolicznościami.
4. Sąd orzeka zakaz prowadzenia wszelkich pojazdów mechanicznych dożywotnio w razie ponownego skazania osoby prowadzącej pojazd mechaniczny w warunkach określonych w pkt 3.
5. Sąd orzeka zakaz prowadzenia wszelkich pojazdów mechanicznych w razie skazania za przestępstwo określone w:

- art. 178b lub art. 180a,
- art. 244 k.k., jeżeli czyn sprawcy polegał na niezastosowaniu się do zakazu prowadzenia pojazdów mechanicznych[1].

## Prawo wykroczeń
Zakaz prowadzenia pojazdów można orzec w razie ukarania osoby za określone wykroczenie przeciwko bezpieczeństwu w komunikacji. Zakaz orzeka się na okres od 6 miesięcy do 3 lat. Obowiązywanie zakazu i konsekwencje jego naruszenia określa się według takich samych reguł jak w prawie karnym.
1. Sąd może orzec zakaz prowadzenia pojazdów w razie popełnienia wykroczenia:
  - spowodowania zagrożenia w ruchu wskutek niezachowania należytej ostrożności,
  - ucieczki przed kontrolą drogową.
2. Sąd orzeka zakaz w razie popełnienia wykroczenia:
  - prowadzenia pojazdu w stanie po użyciu alkoholu,
  - nieudzielenia pomocy ofierze wypadku przez uczestniczącego w nim obwinionego,
  - kierowania pojazdem bez wymaganego uprawnienia.

## Wykonywanie środka karnego
Odpis wyroku orzekającego zakaz przesyła się organowi państwowemu lub samorządowemu właściwemu dla miejsca zamieszkania skazanego. W przypadku prawa jazdy organem tym jest starosta (prezydent miasta na prawach powiatu). Jeśli skazany pracował jako kierowca, o wyroku zawiadamia się także jego pracodawcę.
Organ cofa uprawnienia do prowadzenia pojazdów oraz nie może ich wydać w okresie obowiązywania zakazu (art. 182 k.k.w.).